# Saint-André-sur-Orne
Saint-André-sur-Orne is een gemeente in het Franse departement Calvados (regio Normandië). De plaats maakt deel uit van het arrondissement Caen. Saint-André-sur-Orne telde op 1 januari 2022 1.727 inwoners.

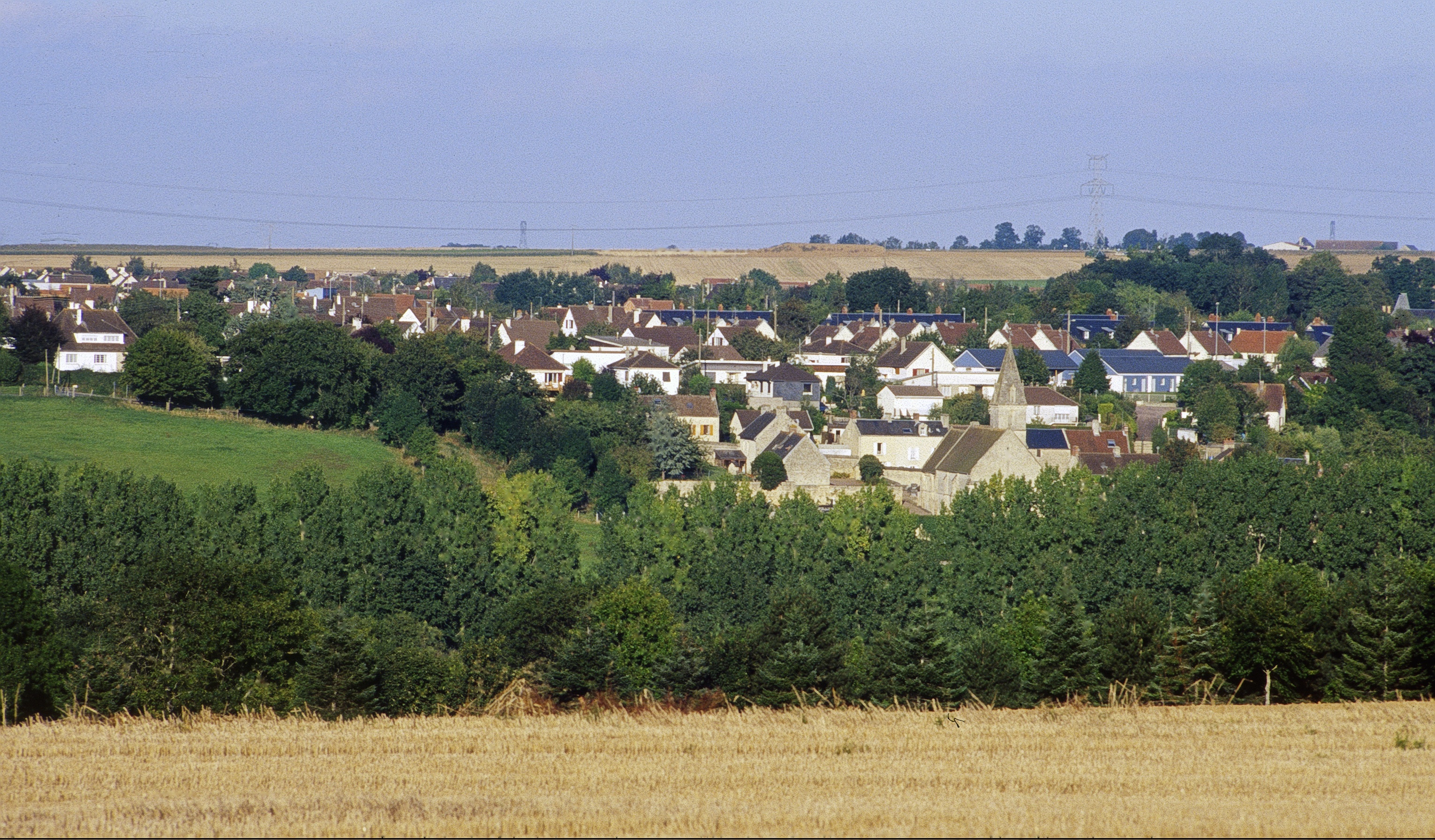
Saint-André-sur-Orne
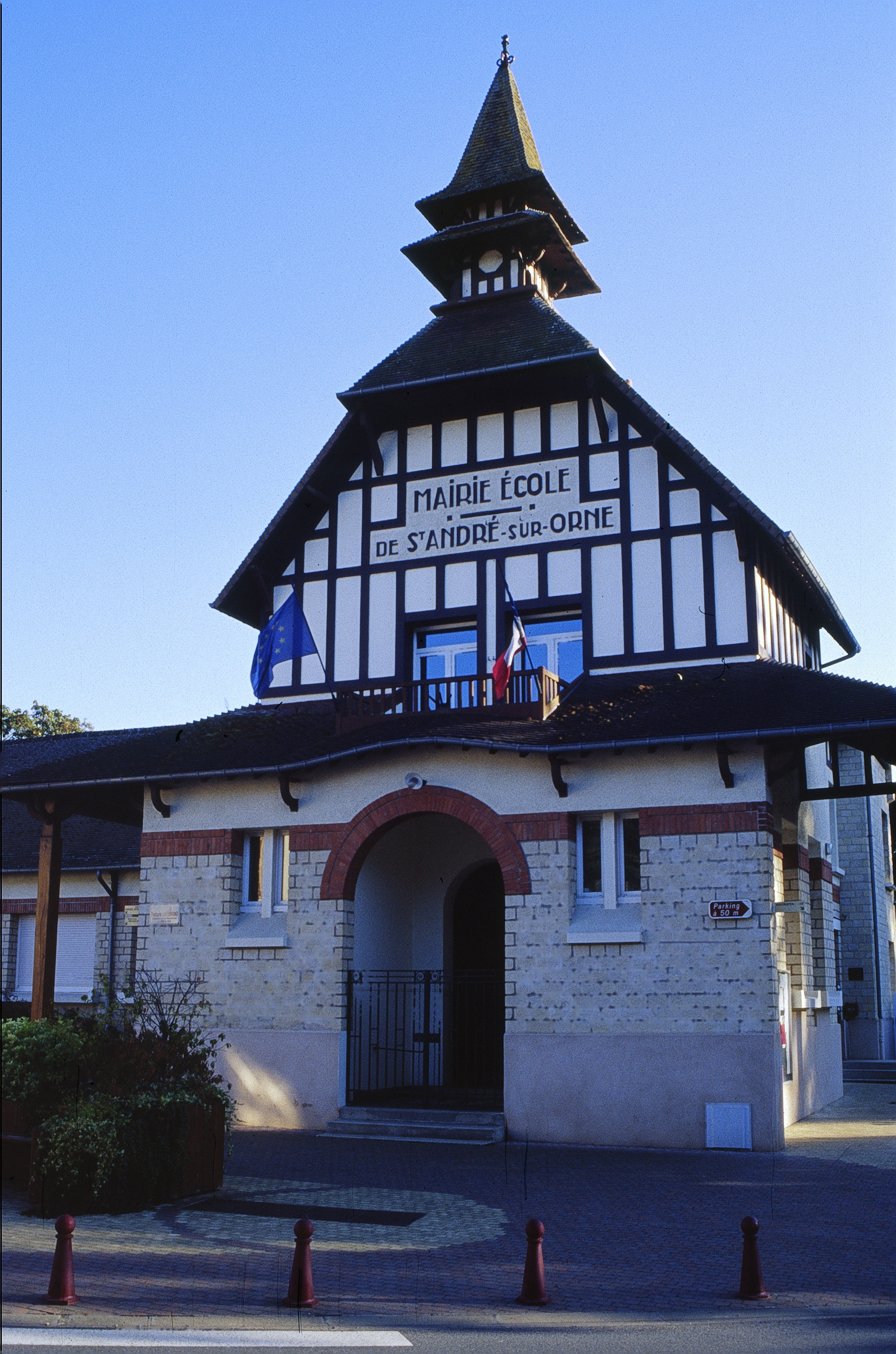
Gemeentehuis

## Geografie
De oppervlakte van Saint-André-sur-Orne bedroeg op 1 januari 2022 3,68 vierkante kilometer; de bevolkingsdichtheid was toen 469,3 inwoners per km². De gemeente ligt op de rechteroever van de Orne.
De onderstaande kaart toont de ligging van Saint-André-sur-Orne met de belangrijkste infrastructuur en aangrenzende gemeenten.

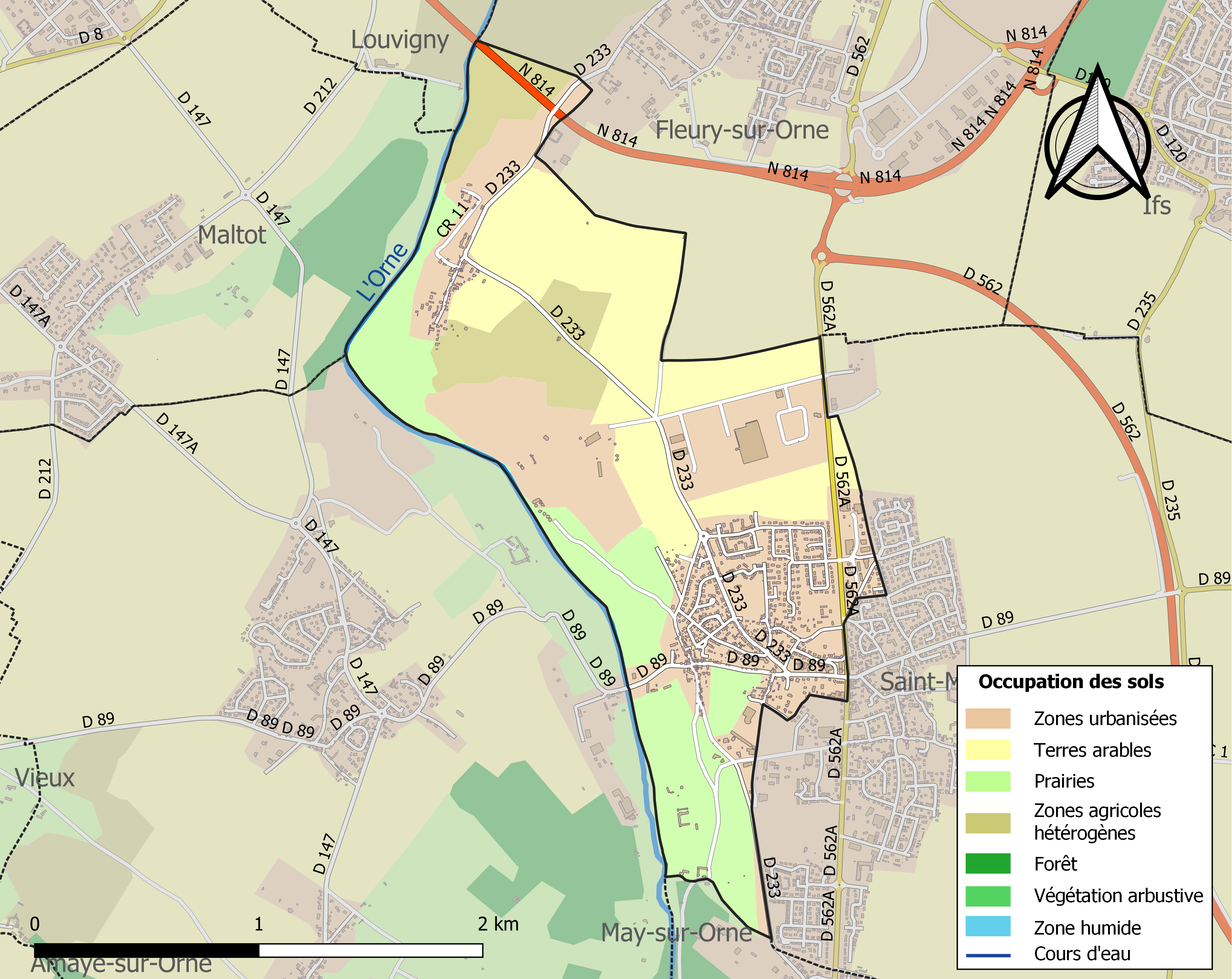

## Demografie
Onderstaande figuur toont het verloop van het inwonertal (bron: INSEE-tellingen).
Vanwege een beveiligingsprobleem met de MediaWiki Graph-software is het momenteel niet mogelijk deze grafiek weer te geven. Zodra de software is bijgewerkt zal de grafiek vanzelf weer zichtbaar worden.